# مطار سطيف - 8 ماي 1945

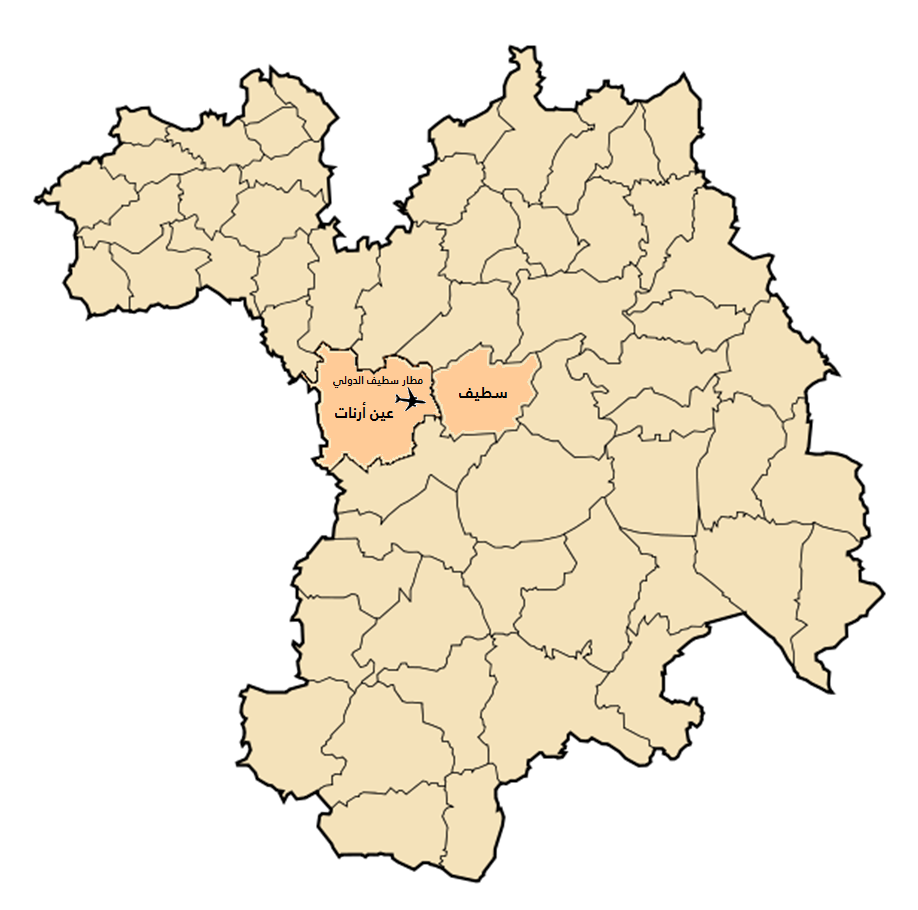
L'aéroport de Sétif.Aïn Arnat.Sétif

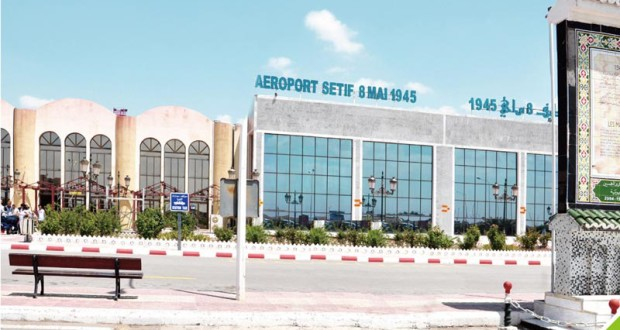
صورة لمطار سطيف الدولي 8 ماي 1945 م

مطار سطيف - 8 مايو 1945 (إياتا: QSF، إيكاو: DAAS)، ويعرف أيضاً بمطار عين أرنات، وهو مطار دولي يخدم مدينة سطيف في الجزائر، ويبعد عن وسط سطيف بـ 10 كلم. وتبلغ الطاقة الإستيعابية للمطار 200 ألف مسافر سنويا. كما يتوفر المطار على موقف للسيارات تبلغ طاقته الإستيعابية 266 سيارة.

## العرض
مطار سطيف 8 ماي 1945 : هو مطار دولي مدني يخدم مدينة سطيف بمنطقة الهضاب العليا (ولايات سطيف وبرج بوعريريج).
تسير شؤون المطار من قبل مؤسسة إدارة الخدمة الجوية في قسنطينة. (Constantine EGSA).
يعتبر المطار أيضًا مطار عسكري لأننا نجد على نفس الأرض الفوج التاسع لتدريب طائرات الهليكوبتر من القوات الجوية الجزائرية ، بالإضافة إلى مركز تدريب المشاة وفوج المظلات الرابع.

## التاريخ

### قبل 1939
تم افتتاح المطار في عام 1919 حيث كان البوابة الرئيسية الواصلة بين الشمال والجنوب الأفريقي

### من 1939 إلى 1962
أصبح المطار كقاعدة جوية عسكرية (القاعدة الجوية 144 سطيف عين أرنات) في 1 أكتوبر 1947 ، قامت المجموعة الثالثة لطيران المدفعية (GAOA 3) بتركيب طائراتها، في 2 أغسطس 1959 تم إنشاء قاعدة طائرات الهليكوبتر.

### بعد 1962
تم تسمية المطار بعد استقلال الجزائر بـ «8 ماي 1945» تخليدا إلى المجازر التي قام بها المستعمر في كل من سطيف وقالمة وخراطة في ذلك التاريخ.
كان مطار سطيف مطارًا عسكريًا بعد الاستقلال حتى عام 1993، ليبدأ العمل في تشييد المحطة المدنية في نفس العام ويصبح المطار مدنيا.
في عام 1993، كان طول المدرج 1925 مترًا وعرضه 45 مترًا وكانت مساحة المحطة 2900 مترًا مربعًا، بعد أعمال التوسعة في عام 2002 تم زيادة طول المدرج من 1925 مترًا إلى 2400 مترًا ثم إلى 3000 مترًا في عام 2014.
بين عامي 2005 و 2007 ، خضعت المحطة لتوسيع من 2900 متر مربع إلى 6590 مترًا مربعًا، مما مكن المحطة من زيادة سعتها إلى 250.000 مسافر / سنويًا.
تم إعادة تصميم المدرج والموقف الخاص بالطائرات والممرات الرابطة بينهما في عام 2016 ، مما أدى إلى إغلاق المطار لمدة 10 أشهر.
تم إجراء توسعة أخرى وتحديث للمحطة بين عامي 2019 و 2021، مما أتاح مضاعفة سعة استقبال المطار، وبالتالي الانتقال من 250 ألف مسافر / سنويًا إلى أكثر من 450 ألف مسافر سنويًا.
تم تجهيز المطار أيضًا بنظام ILS (نظام الهبوط الآلي).

## الموقع
يقع المطار في مدينة عين أرنات وبالتحديد في منطقة خلفون غرب سطيف يبعد عن وسط الولاية بـ 10 كلم تقريبا.

## البنية التحتية ذات الصلة

### المدرج
المطار به مدرج إسفلتي خرساني بطول 3000 مترًا.

### محطة المسافرين
نمت المحطة من سعة 250.000 مسافر / سنة إلى 450.000 مسافر / سنة وتبلغ مساحتها حوالي 1500 م 2 إلى مساحة سطحية تبلغ 6000 م.
تنقسم المحطة الآن إلى قسمين، الوطني من جهة والأخرى الدولية من جهة أخرى.
يوجد أيضًا جناح شرف بالقرب من المحطة، مما يسمح باستقبال السياسيين من جميع أنحاء البلاد أثناء رحلاتهم المحمولة جواً.

### الوصول
يتم الوصول إلى المطار برا عبر طريق الولاية CW140، المتصل بالطريق الوطني 5RN. ويمكن أيضًا الوصول إلى المطار عن طريق الطريق السريع شرق غرب.
يتوفر المطار على خدمات النقل البري كخطوط النقل بالحافلات وسيارات الأجرة.

## شركات الطيران
| شركات الطيران           | الوجهات              |
| ----------------------- | -------------------- |
| الخطوط الجوية الجزائرية | الجزائر، ليون، باريس |

## إحصائيات
إحصائيات حركة المسافرين في مطار سطيف:
| السنة        | 2006  | 2007   | 2008   | 2009   | 2010   | 2011   | 2012   | 2013   | 2014   | 2015   | 2016   |
| ------------ | ----- | ------ | ------ | ------ | ------ | ------ | ------ | ------ | ------ | ------ | ------ |
| عدد السافرين | 90768 | 180227 | 203791 | 218056 | 197791 | 203856 | 208955 | 222827 | 218818 | 236512 | 053 87 |